# John Yapp
Pas d'image ? Cliquez ici

a Compétitions nationales et continentales officielles uniquement.

b Matchs officiels uniquement.
Dernière mise à jour le 12 juillet 2023.
John Yapp, né le 9 avril 1983 à Cardiff (Pays de Galles), est un joueur international gallois de rugby à XV, qui joue avec l'équipe du pays de Galles entre 2005 et 2011, évoluant au poste de pilier.

## Carrière
Il a disputé son premier test match le 5 février 2005, contre l'équipe d'Angleterre.

## Palmarès
- Sélections en équipe nationale : 21
- Sélections par année : 7 en 2005, 1 en 2006, 2 en 2008, 4 en 2009, 3 en 2010, 4 en 2011
- Tournois des Six Nations disputés : 2005, 2009, 2011
- Grand Chelem en 2005